# الهجرة (أرحب)

تعديل مصدري - تعديل

الهجرة هي إحدى قرى عزلة بني على بمديرية أرحب التابعة لمحافظة صنعاء، بلغ تعداد سكانها 56 نسمة حسب تعداد اليمن لعام 2004.